# Jalen Suggs
Jalen Rashon Suggs, né le 3 juin 2001 à Saint Paul dans le Minnesota, est un joueur américain de basket-ball évoluant aux postes de meneur et d'arrière. Il mesure 1,93 m.

## Biographie

### Université
Jalen Suggs s'engage en janvier 2020 avec les Bulldogs de Gonzaga. Lors de la March Madness 2021, il inscrit le panier de la victoire face aux Bruins de l'UCLA en demi-finale du Final Four, les Bulldogs s'inclineront ensuite en finale face aux Bears de Baylor et termineront leur saison avec un bilan de 31 victoires pour une seule défaite. Le 19 avril 2021, il annonce qu'il se présente à la draft 2021 où il est attendu parmi les trois premiers choix.

### Carrière professionnelle

#### Magic d'Orlando (depuis 2021)
Il est choisi en 5e position par le Magic d'Orlando.
En octobre 2024, Suggs signe une prolongation avec le Magic : elle court sur cinq saisons pour un montant de 150 millions de dollars.

## Distinctions personnelles

### Universitaires
- Consensus second-team All-American en 2021
- First-team All-WCC en 2021
- WCC Newcomer of the Year en 2021
- WCC All-Freshman Team en 2021
- WCC Tournament Most Outstanding Player en 2021

### NBA
- NBA All-Defensive Second Team en 2024.

## Statistiques

### Universitaires
Les statistiques de Jalen Suggs en matchs universitaires sont les suivantes :
| Saison    | Équipe   | Matchs | Titul. | Min./m | % Tir | % 3pts | % LF | Rbds/m. | Pass/m. | Int/m. | Ctr/m. | Pts/m. |
| --------- | -------- | ------ | ------ | ------ | ----- | ------ | ---- | ------- | ------- | ------ | ------ | ------ |
| 2020-2021 | Gonzaga  | 30     | 30     | 28,9   | 50,3  | 33,7   | 76,1 | 5,30    | 4,50    | 1,90   | 0,30   | 14,40  |
| Carrière  | Carrière | 30     | 30     | 28,9   | 50,3  | 33,7   | 76,1 | 5,30    | 4,50    | 1,90   | 0,30   | 14,40  |

### Professionnelles

#### Saison régulière
| Saison    | Équipe   | Matchs | Titul. | Min./m | % Tir | % 3pts | % LF | Rbds/m. | Pass/m. | Int/m. | Ctr/m. | Pts/m. |
| --------- | -------- | ------ | ------ | ------ | ----- | ------ | ---- | ------- | ------- | ------ | ------ | ------ |
| 2021-2022 | Orlando  | 48     | 45     | 27,2   | 36,1  | 21,4   | 77,3 | 3,56    | 4,35    | 1,23   | 0,40   | 11,75  |
| 2022-2023 | Orlando  | 53     | 19     | 23,5   | 41,9  | 32,7   | 72,3 | 3,04    | 2,92    | 1,26   | 0,51   | 9,89   |
| 2023-2024 | Orlando  | 75     | 75     | 27,0   | 47,1  | 39,7   | 75,6 | 3,05    | 2,73    | 1,41   | 0,63   | 12,57  |
| Carrière  | Carrière | 176    | 139    | 26,0   | 42,2  | 33,3   | 75,3 | 3,19    | 3,23    | 1,32   | 0,53   | 11,54  |

#### Playoffs
| Saison   | Équipe   | Matchs | Titul. | Min./m | % Tir | % 3pts | % LF | Rbds/m. | Pass/m. | Int/m. | Ctr/m. | Pts/m. |
| -------- | -------- | ------ | ------ | ------ | ----- | ------ | ---- | ------- | ------- | ------ | ------ | ------ |
| 2024     | Orlando  | 7      | 7      | 33,2   | 40,2  | 29,2   | 76,7 | 5,14    | 3,29    | 1,29   | 0,43   | 14,71  |
| Carrière | Carrière | 7      | 7      | 33,2   | 40,2  | 29,2   | 76,7 | 5,14    | 3,29    | 1,29   | 0,43   | 14,71  |

## Records sur une rencontre en NBA
Les records personnels de Jalen Suggs en NBA sont les suivants, :
| Type de statistique        | Saison régulière | Saison régulière         | Saison régulière | Playoffs | Playoffs                 | Playoffs      |
| Type de statistique        | Record           | Adversaire               | Date             | Record   | Adversaire               | Date          |
| -------------------------- | ---------------- | ------------------------ | ---------------- | -------- | ------------------------ | ------------- |
| Points                     | 32               | @ Bucks de Milwaukee     | 10 décembre 2024 | 24       | Cavaliers de Cleveland   | 25 avril 2024 |
| Paniers marqués            | 12               | @ Bucks de Milwaukee     | 10 décembre 2024 | 9        | Cavaliers de Cleveland   | 25 avril 2024 |
| Paniers tentés             | 26               | @ Bucks de Milwaukee     | 10 décembre 2024 | 16       | 2 fois                   | 2 fois        |
| Paniers à 3 points réussis | 7                | @ Nuggets de Denver      | 5 janvier 2024   | 6        | Cavaliers de Cleveland   | 3 mai 2024    |
| Paniers à 3 points tentés  | 13               | 3 fois                   | 3 fois           | 13       | Cavaliers de Cleveland   | 3 mai 2024    |
| Lancers francs réussis     | 9                | Lakers de Los Angeles    | 21 janvier 2022  | 5        | @ Cavaliers de Cleveland | 22 avril 2024 |
| Lancers francs tentés      | 11               | Warriors de Golden State | 3 novembre 2022  | 7        | @ Cavaliers de Cleveland | 22 avril 2024 |
| Rebonds offensifs          | 4                | 2 fois                   | 2 fois           | 4        | @ Cavaliers de Cleveland | 5 mai 2024    |
| Rebonds défensifs          | 8                | @ 76ers de Philadelphie  | 19 janvier 2022  | 5        | 2 fois                   | 2 fois        |
| Rebonds totaux             | 9                | 2 fois                   | 2 fois           | 9        | @ Cavaliers de Cleveland | 5 mai 2024    |
| Passes décisives           | 10               | 2 fois                   | 2 fois           | 5        | @ Cavaliers de Cleveland | 22 avril 2024 |
| Interceptions              | 6                | Hawks d'Atlanta          | 9 novembre 2023  | 2        | 3 fois                   | 3 fois        |
| Contres                    | 3                | 4 fois                   | 4 fois           | 1        | 3 fois                   | 3 fois        |
| Balles perdues             | 6                | 6 fois                   | 6 fois           | 7        | Cavaliers de Cleveland   | 27 avril 2024 |
| Minutes jouées             | 40               | @ Lakers de Los Angeles  | 21 novembre 2024 | 40       | @ Cavaliers de Cleveland | 5 mai 2024    |

- Double-double : 2
- Triple-double : 0

Dernière mise à jour : 12 décembre 2024